# Аймен Хусейн
Аймен Хусейн Гадбан ал-Мафриаджи (на арабски: أيمن حسين) е иракски футболист – нападател, състезател на иракския Ал-Кува Ал-Джавия и Националния отбор на Ирак. Участник в Купата на Азия 2023. Там бележи шест гола, третия срещу Индонезия при победата с 3:1, два срещу Япония за победата с 2:1, два срещу Виетнам за победата с 3:2 и втория на 1/8 финала срещу Индонезия при загубата с 2:3.

## Успехи
Сфаксиен
- Купа на Тунис
  - Носител (1): 2018/19

 Ал-Кува Ал-Джавия
- Иракска Премиер лига
  - Шампион (1): 2020/21
- Купа на Ирак
  - Носител (1): 2020/21

 Ирак
- Купа на Арабския залив
  - Шампион (1): 2023

Индивидуални
- Сребърна обувка от Купата на Азия: 2023 (6 гола)